# غنی‌آباد (داورزن)
غنی‌آباد روستایی از توابع بخش مرکزی شهرستان داورزن در استان خراسان رضوی ایران است.

## جمعیت
این روستا در دهستان مزینان قرار داشته و بر اساس سرشماری سال ۱۳۸۵ جمعیت آن ۳۰۹ نفر (۹۷ خانوار)
بوده‌است.